# Окна Сибиулуй
Окна Сибиулуй (на румънски: Ocna Sibiului) е малък град в окръг Сибиу, Трансилвания, Румъния. Немското име на града е Залцбург.
Градът е известен със солените си езера, които се използват за калолечение и къпане. Някои от езерата са толкова солени, че потъването в тях е почти невъзможно. Преди това градът е използван за добиване на сол, като последната солна мина е затворена през 1931 година.
Първата баня е открита през 1845 година, а трансформацията в балнеолечебен курорт се случва през първата половина на 19 век. До 90-те година на 20 век курортът работи половин годишно, а през 2002 година започва целогодишна работа. През 2006 година е открит почивен комплекс около самите езера. Езерата са разположени на обща площ от 357 хектара, а най-дълбокото езеро е 126 метра.